# La Ràpita (Serra d'Espadà)
El Pic de la Ràpita és una muntanya de 1.106 metres d'altura, situada entre els termes municipals d'Algímia d'Almonesir i Alcúdia de Veo. És el cim més alt de la Serra d'Espadà.